# Comuna Slobidka, Korostîșiv
Slobidka (în ucraineană Слобідська сільська рада) este o comună în raionul Korostîșiv, regiunea Jîtomîr, Ucraina, formată din satele Cervonîi Hai și Slobidka (reședința).

## Demografie
Componența lingvistică a comunei Slobidka
     Ucraineană (99,57%)
     Alte limbi (0,42%)
Conform recensământului din 2001, majoritatea populației comunei Slobidka era vorbitoare de ucraineană (99,57%), existând în minoritate și vorbitori de alte limbi.